# NGC 7595
NGC 7595 est une vaste galaxie elliptique relativement éloignée et située dans la constellation de Pégase. Sa vitesse par rapport au fond diffus cosmologique est de 11 914 ± 41 km/s, ce qui correspond à une distance de Hubble de 175,7 ± 12,3 Mpc (∼573 millions d'al). NGC 7595 a été découverte par l'astronome britannique Andrew Ainslie Common en 1880.